# Lepagia
Lepagia gaumensis
Genre
Espèce
Lepagia est un genre éteint de petits thérapsides carnivores cynodontes qui a vécu à la fin du Trias supérieur (Rhétien). Il n'est connu que par des dents fossiles découvertes dans la Gaume au sud de la Belgique et dans le nord-est de la France à Saint-Nicolas-de-Port dans le département de Meurthe-et-Moselle, en région Grand Est.
Une seule espèce est rattachée au genre : Lepagia gaumensis, dont le nom rappelle la région de la Gaume où elle a été découverte pour la première fois.
Bien que relativement proche de Probainognathus, elle est généralement rattachée à la famille des Chiniquodontidae ou des Dromatheriidae,.

## Description
Les dents sont de très petites tailles avec une longueur de 2 à 3 millimètres. Les post-canines ont des couronnes hautes et étroites ce qui les distinguent du genre Probainognathus ; elles possèdent trois à cinq cuspides, dont la centrale est rectiligne et pointe vers le haut. Les racines, qui sont bien séparées des couronnes, sont à peu près rectangulaires et effilées à leur base.